# 紫黄灰蝶属
紫黄灰蝶属（学名：Iophanus）是灰蝶科的一属。

## 下属物种
本属包括以下物种：
- Iophanus pyrrhias (Godman & Salvin, 1887)